# Кубок Джей-ліги 2011
Кубок Джей-ліги 2011 — 19-й розіграш Кубка Джей-ліги. У змаганні брали участь 18 футбольних колективів із Джей-ліги 2011. Титул вчетверте здобув Касіма Антлерс.

## Формат
Після Великого тохокуського землетрусу цього розіграшу звичний формат змагання із груповим етапом був змінений на схему плей-оф.

## Календар
| Раунд        | Дата матчів            | Матчі | Клуби   |
| ------------ | ---------------------- | ----- | ------- |
| Перший раунд | 5 червня/27 липня 2011 | 12    | 18 → 12 |
| Другий раунд | 14/28 вересня 2011     | 8     | 12 → 8  |
| 1/4 фіналу   | 5 жовтня 2011          | 4     | 8 → 4   |
| 1/2 фіналу   | 9 жовтня 2011          | 2     | 4 → 2   |
| Фінал        | 29 жовтня 2011         | 1     | 2 → 1   |

## Перший раунд
| Команда 1              | Заг. | Команда 2         | 1-й матч | 2-й матч |
| ---------------------- | ---- | ----------------- | -------- | -------- |
| 5 червня/27 липня 2011 |      |                   |          |          |
| Касіва Рейсол          | 1:3  | Вегалта Сендай    | 0:1      | 1:2      |
| Ванфоре Кофу           | 1:2  | Сімідзу С-Палс    | 1:0      | 0:2      |
| Джубіло Івата          | 5:0  | Авіспа Фукуока    | 2:0      | 3:0      |
| Йокогама Ф. Марінос    | 3:2  | Віссел Кобе       | 1:1      | 2:1      |
| Урава Ред Даймондс     | 4:1  | Монтедіо Ямаґата  | 2:0      | 2:1      |
| Санфречче Хіросіма     | 3:5  | Кавасакі Фронтале | 2:2      | 1:3      |

## Другий раунд
| Команда 1           | Заг. | Команда 2         | 1-й матч | 2-й матч |
| ------------------- | ---- | ----------------- | -------- | -------- |
| 14/28 вересня 2011  |      |                   |          |          |
| Вегалта Сендай      | 0:3  | Джубіло Івата     | 0:0      | 0:3      |
| Сімідзу С-Палс      | 3:4  | Альбірекс Ніїґата | 2:1      | 1:3      |
| Урава Ред Даймондс  | 4:1  | Омія Ардія        | 2:0      | 2:1      |
| Йокогама Ф. Марінос | 6:3  | Кавасакі Фронтале | 4:0      | 2:3      |

## 1/4 фіналу
Чотири клуби-учасники Ліги чемпіонів АФК 2011 (Сересо Осака, Ґамба Осака, Наґоя Ґрампус та 
Касіма Антлерс) розпочинають участь у Кубку із 1/4 фіналу.
| Команда 1      | Рахунок | Команда 2           |
| -------------- | ------- | ------------------- |
| 5 жовтня 2011  |         |                     |
| Сересо Осака   | 1:2     | Урава Ред Даймондс  |
| Ґамба Осака    | 3:1     | Джубіло Івата       |
| Наґоя Ґрампус  | 5:3 дч  | Альбірекс Ніїґата   |
| Касіма Антлерс | 3:2 дч  | Йокогама Ф. Марінос |

## 1/2 фіналу
| Команда 1          | Рахунок | Команда 2      |
| ------------------ | ------- | -------------- |
| 9 жовтня 2011      |         |                |
| Урава Ред Даймондс | 2:1     | Ґамба Осака    |
| Наґоя Ґрампус      | 1:2 дч  | Касіма Антлерс |

## Фінал
| 29 жовтня 2011 7:05 (EEST) |

| Урава Ред Даймондс | 0:1 дч   | Касіма Антлерс |
| ------------------ | -------- | -------------- |
|                    | Протокол | Осако 105'     |

| Національний стадіон, Токіо Глядачів: 46 599 Арбітр: Мінору Тодзо |